# Tricomoniasis
La tricomoniasis es una infección de transmisión sexual caracterizada por la infección del aparato urogenital del ser humano y de otros animales por protozoos de la especie Trichomonas vaginalis.
En los seres humanos, T. vaginalis se suele trasmitir a través de las relaciones sexuales. En las mujeres es habitual encontrarlo en la vagina, donde con frecuencia origina sensación de quemazón, prurito y exudado irritativo; en los hombres puede afectar a la próstata y la uretra; y en ambos sexos irrita la vejiga.

## Síntomas
Algunas personas infectadas no presentan síntomas, pero en el caso de las personas que sí, en la mujer los síntomas incluyen flujo vaginal fuera de lo normal, abundante, de color verde claro o gris, con burbujas y un desagradable olor (producto de la trimetilamina), picazón, ardor, o enrojecimiento de la vulva y la vagina. En el hombre, los síntomas incluyen flujo del pene, ardor al orinar y molestias. La enfermedad, al ser un parásito, es transmisible durante el coito, y puede favorecer la aparición de otras infecciones.

## Tratamiento
Aunque hombres u mujeres son susceptibles a la enfermedad, se cree que al menos la mitad de los hombres que están infectados dejarán de ser portadores del parásito de manera espontánea en 14 días, no obstante la tasa de portadores asintomáticos conocida hace necesario su tratamiento. En cambio las mujeres suelen permanecer infectadas a menos que reciban el tratamiento.
El tratamiento farmacológico de la tricomoniasis recordemos que está recomendado tanto para el paciente como para su pareja sexual y está basado tres esquemas a elegir por el médico tratante individualizando cada caso:
1. Tratamiento vía oral de dosis única: Para ellos son más populares el uso de metronidazol, tinidazol o secnidazol, cualquiera de ellos a razón de 2 gramos en una sola toma.
2. Tratamiento vía oral de dosis sucesivas: como por ejemplo el uso de 500 mg de metronidazol cada 12 horas por 7 días.
3. Tratamientos locales: Cremas u óvulos vaginales de metronidazol, a razón de un óvulo en las noches por 10 días.
Observaciones sobre el tratamiento
- El uso de estos medicamentos debe ser prescrito y vigilado por un facultativo, todos estos fármacos tienen efecto antabuse y está prohibida la ingesta de alcohol mientras se utilicen e incluso algunos días después.

- Es necesario tratar a la pareja sexual para evitar el recontagio.

- Hay discrasias sanguíneas en las cuales estos tratamientos están contraindicados, particularmente en caso de neutropenia.

- Debe evitarse el coito durante el tratamiento, el uso de preservativo no protege por completo del contagio.